# Tim Brabants
Tim Brabants, född den 23 januari 1977 i Chertsey, Storbritannien, är en brittisk kanotist.
Han tog OS-brons i K-1 1000 meter i samband med de olympiska kanottävlingarna 2000 i Sydney.
Han tog OS-guld på samma distans och OS-brons i K-1 500 meter i samband med de olympiska kanottävlingarna 2008 i Peking.